# Liste der Industrie- und Handelskammern in Frankreich
Diese Liste enthält alle 170 französischen Industrie- und Handelskammern (fr: Chambre de commerce et d’industrie (CCI)), die in der Assemblée des chambres françaises de commerce et d’industrie (ACFCI) zusammengeschlossen sind. Davon sind 149 lokale CCI (typischerweise auf Ebene des Départements) und 21 regionale CRCI.
| Name                                                                                    | (Haupt-)Sitz         | Nr. | Département                          |
| --------------------------------------------------------------------------------------- | -------------------- | --- | ------------------------------------ |
| Chambre de commerce et d’industrie de l'Ain                                             | 0                    | 01  | Département Ain                      |
| Chambre de commerce et d’industrie de l'Aisne                                           | 0                    | 02  | Département Aisne                    |
| Chambre de commerce et d’industrie de Montluçon-Gannat Portes d'Auvergne                | 0                    | 03  | Département Allier                   |
| Chambre de commerce et d’industrie de Moulins-Vichy                                     | 0                    | 03  | Département Allier                   |
| Chambre de commerce et d’industrie des Alpes-de-Haute-Provence                          | 0                    | 04  | Département Alpes-de-Haute-Provence  |
| Chambre de commerce et d’industrie des Hautes-Alpes                                     | 0                    | 05  | Département Hautes-Alpes             |
| Chambre de commerce et d’industrie Nice Côte d’Azur                                     | 0                    | 06  | Département Alpes-Maritimes          |
| Chambre de commerce et d’industrie Ardèche Méridionale                                  | 0                    | 07  | Département Ardèche                  |
| Chambre de commerce et d’industrie Nord-Ardèche                                         | 0                    | 07  | Département Ardèche                  |
| Chambre de commerce et d’industrie de l'Ardèche                                         | 0                    | 07  | Département Ardèche                  |
| Chambre de commerce et d’industrie des Ardennes                                         | 0                    | 08  | Département Ardennes                 |
| Chambre de commerce et d’industrie de Charleville-Mézières                              | Charleville-Mézières | 08  | Département Ardennes                 |
| Chambre de commerce et d’industrie de Sedan                                             | Sedan                | 08  | Département Ardennes                 |
| Chambre de commerce et d’industrie de l'Ariège                                          | 0                    | 09  | Département Ariège                   |
| Chambre de commerce et d’industrie de Troyes et de l'Aube                               | 0                    | 10  | Département Aube                     |
| Chambre de commerce et d’industrie de Carcassonne-Limoux-Castelnaudary                  | 0                    | 11  | Département Aude                     |
| Chambre de commerce et d’industrie de Narbonne - Lézignan-Corbières et Port-la-Nouvelle | 0                    | 11  | Département Aude                     |
| Chambre de commerce et d’industrie de l'Aveyron                                         | 0                    | 12  | Département Aveyron                  |
| Chambre de commerce et d’industrie de Millau Sud-Aveyron                                | 0                    | 12  | Département Aveyron                  |
| Chambre de commerce et d’industrie de Rodez – Villefranche - Espalion                   | 0                    | 12  | Département Aveyron                  |
| Chambre de commerce et d’industrie Marseille-Provence                                   | 0                    | 13  | Département Bouches-du-Rhône         |
| Chambre de commerce et d’industrie du pays d'Arles                                      | 0                    | 13  | Département Bouches-du-Rhône         |
| Chambre régionale de commerce et d’industrie Provence-Alpes-Côte d'azur-Corse           | 0                    | 13  | Département Bouches-du-Rhône         |
| Chambre de commerce et d’industrie de Caen                                              | 0                    | 14  | Département Calvados                 |
| Chambre de commerce et d’industrie du pays d'Auge                                       | 0                    | 14  | Département Calvados                 |
| Chambre régionale de commerce et d’industrie Basse-Normandie                            | 0                    | 14  | Département Calvados                 |
| Chambre de commerce et d’industrie du Cantal                                            | 0                    | 15  | Département Cantal                   |
| Chambre de commerce et d’industrie d'Angoulême                                          | 0                    | 16  | Département Charente                 |
| Chambre de commerce et d’industrie de Cognac                                            | 0                    | 16  | Département Charente                 |
| Chambre de commerce et d’industrie de La Rochelle                                       | 0                    | 17  | Département Charente-Maritime        |
| Chambre de commerce et d’industrie de Rochefort et de Saintonge                         | 0                    | 17  | Département Charente-Maritime        |
| Chambre de commerce et d’industrie du Cher                                              | 0                    | 18  | Département Cher                     |
| Chambre de commerce et d’industrie du pays de Brive                                     | 0                    | 19  | Département Corrèze                  |
| Chambre de commerce et d’industrie de Tulle et Ussel                                    | 0                    | 19  | Département Corrèze                  |
| Chambre de commerce et d’industrie de Beaune                                            | 0                    | 21  | Département Côte-d’Or                |
| Chambre de commerce et d’industrie de Dijon                                             | 0                    | 21  | Département Côte-d’Or                |
| Chambre de commerce et d’industrie de la Côte-d'Or                                      | 0                    | 21  | Département Côte-d’Or                |
| Chambre régionale de commerce et d’industrie de Bourgogne                               | 0                    | 21  | Département Côte-d’Or                |
| Chambre de commerce et d’industrie des Côtes-d'Armor                                    | 0                    | 22  | Département Côtes-d’Armor            |
| Chambre de commerce et d’industrie de la Creuse                                         | 0                    | 23  | Département Creuse                   |
| Chambre de commerce et d’industrie de la Dordogne                                       | 0                    | 24  | Département Dordogne                 |
| Chambre de commerce et d’industrie du Doubs                                             | 0                    | 25  | Département Doubs                    |
| Chambre régionale de commerce et d’industrie de Franche-Comté                           | 0                    | 25  | Département Doubs                    |
| Chambre de commerce et d’industrie de la Drôme                                          | 0                    | 26  | Département Drôme                    |
| Chambre de commerce et d’industrie de l'Eure                                            | 0                    | 27  | Département Eure                     |
| Chambre de commerce et d’industrie de Pont-Audemer                                      | Pont-Audemer         | 27  | Département Eure                     |
| Chambre de commerce et d’industrie d'Eure-et-Loir                                       | 0                    | 28  | Département Eure-et-Loir             |
| Chambre de commerce et d’industrie de Brest                                             | 0                    | 29  | Département Finistère                |
| Chambre de commerce et d’industrie de Morlaix                                           | 0                    | 29  | Département Finistère                |
| Chambre de commerce et d’industrie de Quimper Cornouaille                               | 0                    | 29  | Département Finistère                |
| Chambre de commerce et d’industrie d'Ajaccio et de la Corse-du-Sud                      | 0                    | 2A  | Département Corse-du-Sud             |
| Chambre de commerce et d’industrie de Bastia et Haute-Corse                             | 0                    | 2B  | Département Haute-Corse              |
| Chambre de commerce et d’industrie d'Alès Cévennes                                      | 0                    | 30  | Département Gard                     |
| Chambre de commerce et d’industrie de Nîmes-Bagnols-Uzès-Le Vigan                       | 0                    | 30  | Département Gard                     |
| Chambre de commerce et d’industrie de Toulouse                                          | 0                    | 31  | Département Haute-Garonne            |
| Chambre régionale de commerce et d’industrie Midi-Pyrénées                              | 0                    | 31  | Département Haute-Garonne            |
| Chambre de commerce et d’industrie du Gers                                              | 0                    | 32  | Département Gers                     |
| Chambre de commerce et d’industrie de Bordeaux                                          | 0                    | 33- | Département Gironde                  |
| Chambre de commerce et d’industrie de Libourne                                          | 0                    | 33- | Département Gironde                  |
| Chambre régionale de commerce et d’industrie Aquitaine                                  | 0                    | 33- | Département Gironde                  |
| Chambre de commerce et d’industrie de Béziers Saint-Pons                                | 0                    | 34  | Département Hérault                  |
| Chambre de commerce et d’industrie de Montpellier                                       | 0                    | 34  | Département Hérault                  |
| Chambre de commerce et d’industrie de Sète - Frontignan - Mèze                          | 0                    | 34  | Département Hérault                  |
| Chambre régionale de commerce et d’industrie du Languedoc-Roussillon                    | 0                    | 34  | Département Hérault                  |
| Chambre de commerce et d’industrie de Rennes                                            | 0                    | 35  | Département Ille-et-Vilaine          |
| Chambre de commerce et d’industrie de Saint-Malo-Fougères                               | 0                    | 35  | Département Ille-et-Vilaine          |
| Chambre régionale de commerce et d’industrie de Bretagne                                | 0                    | 35  | Département Ille-et-Vilaine          |
| Chambre de commerce et d’industrie du pays de Fougères                                  | 0                    | 35  | Département Ille-et-Vilaine          |
| Chambre de commerce et d’industrie du pays de Saint-Malo                                | 0                    | 35  | Département Ille-et-Vilaine          |
| Chambre de commerce et d’industrie de l'Indre                                           | 0                    | 36  | Département Indre                    |
| Chambre de commerce et d’industrie de Touraine                                          | 0                    | 37  | Département Indre-et-Loire           |
| Chambre de commerce et d’industrie de Grenoble                                          | 0                    | 38  | Département Isère                    |
| Chambre de commerce et d’industrie Nord-Isère                                           | 0                    | 38  | Département Isère                    |
| Chambre de commerce et d’industrie du Jura                                              | 0                    | 39  | Département Jura                     |
| Chambre de commerce et d’industrie des Landes                                           | 0                    | 40  | Département Landes                   |
| Chambre de commerce et d’industrie Loir-et-Cher                                         | 0                    | 41  | Département Loir-et-Cher             |
| Chambre de commerce et d’industrie du Roannais                                          | 0                    | 42  | Département Loire                    |
| Chambre de commerce et d’industrie de Saint-Etienne / Montbrison                        | 0                    | 42  | Département Loire                    |
| Chambre de commerce et d’industrie de Brioude                                           | 0                    | 43  | Département Haute-Loire              |
| Chambre de Commerce et d’industrie du Puy-en-Velay/Yssingeaux                           | 0                    | 43  | Département Haute-Loire              |
| Chambre de commerce et d’industrie de la Haute-Loire                                    | 0                    | 43  | Département Haute-Loire              |
| Chambre de commerce et d’industrie de Nantes et de Saint-Nazaire                        | 0                    | 44  | Département Loire-Atlantique         |
| Chambre régionale de commerce et d’industrie des Pays de la Loire                       | 0                    | 44  | Département Loire-Atlantique         |
| Chambre de commerce et d’industrie du Loiret                                            | 0                    | 45  | Département Loiret                   |
| Chambre régionale de commerce et d’industrie Centre                                     | 0                    | 45  | Département Loiret                   |
| Chambre de commerce et d’industrie du Lot                                               | 0                    | 46  | Département Lot                      |
| Chambre de commerce et d’industrie de Lot-et-Garonne                                    | 0                    | 47  | Département Lot-et-Garonne           |
| Chambre de commerce et d’industrie de la Lozère                                         | 0                    | 48  | Département Lozère                   |
| Chambre de commerce et d’industrie du Maine-et-Loire                                    | 0                    | 49  | Département Maine-et-Loire           |
| Chambre de commerce et d’industrie d'Angers                                             | 0                    | 49  | Département Maine-et-Loire           |
| Chambre de commerce et d’industrie du Choletais                                         | 0                    | 49  | Département Maine-et-Loire           |
| Chambre de commerce et d’industrie de Saumur                                            | 0                    | 49  | Département Maine-et-Loire           |
| Chambre de commerce et d’industrie de Centre et Sud-Manche                              | 0                    | 50  | Département Manche                   |
| Chambre de commerce et d’industrie de Cherbourg-Cotentin                                | 0                    | 50  | Département Manche                   |
| Chambre de commerce et d’industrie de Châlons-en-Champagne                              | 0                    | 51  | Département Marne                    |
| Chambre de commerce et d’industrie de Reims et d'Epernay                                | 0                    | 51  | Département Marne                    |
| Chambre régionale de commerce et d’industrie de Champagne-Ardenne                       | 0                    | 51  | Département Marne                    |
| Chambre de commerce et d’industrie de la Haute-Marne                                    | 0                    | 52  | Département Haute-Marne              |
| Chambre de commerce et d’industrie de la Mayenne                                        | 0                    | 53  | Département Mayenne                  |
| Chambre de commerce et d’industrie de Meurthe-et-Moselle                                | 0                    | 54  | Département Meurthe-et-Moselle       |
| Chambre régionale de commerce et d’industrie de Lorraine                                | 0                    | 54  | Département Meurthe-et-Moselle       |
| Chambre de commerce et d’industrie de la Meuse                                          | 0                    | 55  | Département Meuse                    |
| Chambre de commerce et d’industrie du Morbihan                                          | 0                    | 56  | Département Morbihan                 |
| Chambre de commerce et d’industrie de la Moselle                                        | Metz                 | 57  | Département Moselle                  |
| Chambre de commerce et d’industrie de la Nièvre                                         | 0                    | 58  | Département Nièvre                   |
| Chambre de commerce et d’industrie de l'Arrondissement d'Avesnes                        | 0                    | 59  | Département Nord                     |
| Chambre de commerce et d’industrie du Cambrésis                                         | 0                    | 59  | Département Nord                     |
| Chambre de commerce et d’industrie de Dunkerque                                         | 0                    | 59  | Département Nord                     |
| Chambre de commerce et d’industrie du Grand Lille                                       | 0                    | 59  | Département Nord                     |
| Chambre de commerce et d’industrie Nord de France                                       | 0                    | 59  | Département Nord                     |
| Chambre de commerce et d’industrie du Valenciennois                                     | 0                    | 59  | Département Nord                     |
| Chambre régionale de commerce et d’industrie du Nord - Pas-de-Calais                    | 0                    | 59  | Département Nord                     |
| Chambre de commerce et d’industrie d'Armentières - Hazebrouck                           | 0                    | 59  | Département Nord                     |
| Chambre de commerce et d’industrie de Douai                                             | 0                    | 59  | Département Nord                     |
| Chambre de commerce et d’industrie de Lille Métropole                                   | 0                    | 59  | Département Nord                     |
| Chambre de commerce et d’industrie de l'Oise                                            | 0                    | 60  | Département Oise                     |
| Chambre de commerce et d’industrie d'Alençon                                            | 0                    | 61  | Département Orne                     |
| Chambre de commerce et d’industrie de Flers-Argentan                                    | 0                    | 61  | Département Orne                     |
| Chambre de commerce et d’industrie d'Arras                                              | 0                    | 62  | Département Pas-de-Calais            |
| Chambre de commerce et d’industrie de Béthune                                           | 0                    | 62  | Département Pas-de-Calais            |
| Chambre de commerce et d’industrie de Boulogne-sur-Mer Côte d'Opale                     | 0                    | 62  | Département Pas-de-Calais            |
| Chambre de commerce et d’industrie de Calais                                            | 0                    | 62  | Département Pas-de-Calais            |
| Chambre de commerce et d’industrie du Grand Lille                                       | 0                    | 62  | Département Pas-de-Calais            |
| Chambre de commerce et d’industrie de l'arrondissement de Lens                          | 0                    | 62  | Département Pas-de-Calais            |
| Chambre de commerce et d’industrie de Saint-Omer Saint-Pol-sur-Ternoise                 | 0                    | 62  | Département Pas-de-Calais            |
| Chambre de commerce et d’industrie d'Ambert                                             | 0                    | 63  | Département Puy-de-Dôme              |
| Chambre de commerce et d’industrie de Clermont-Ferrand / Issoire                        | 0                    | 63  | Département Puy-de-Dôme              |
| Chambre de commerce et d’industrie du Puy-de-Dôme                                       | 0                    | 63  | Département Puy-de-Dôme              |
| Chambre de commerce et d’industrie de Riom                                              | 0                    | 63  | Département Puy-de-Dôme              |
| Chambre de commerce et d’industrie de Thiers                                            | 0                    | 63  | Département Puy-de-Dôme              |
| Chambre régionale de commerce et d’industrie Auvergne                                   | 0                    | 63  | Département Puy-de-Dôme              |
| Chambre de commerce et d’industrie de Bayonne Pays basque                               | 0                    | 64  | Département Pyrénées-Atlantiques     |
| Chambre de commerce et d’industrie Pau Béarn                                            | 0                    | 64  | Département Pyrénées-Atlantiques     |
| Chambre de commerce et d’industrie de Tarbes et des Hautes-Pyrénées                     | 0                    | 65  | Département Hautes-Pyrénées          |
| Chambre de commerce et d’industrie de Perpignan et des Pyrénées-Orientales              | 0                    | 66  | Département Pyrénées-Orientales      |
| Chambre de commerce et d’industrie de Strasbourg et du Bas-Rhin                         | Straßburg            | 67  | Département Bas-Rhin                 |
| Chambre régionale de commerce et d’industrie d'Alsace                                   | 0                    | 67  | Département Bas-Rhin                 |
| Chambre de commerce et d’industrie de Colmar et du Centre-Alsace                        | Colmar               | 68  | Département Haut-Rhin                |
| Chambre de commerce et d’industrie Sud Alsace Mulhouse                                  | Mülhausen            | 68  | Département Haut-Rhin                |
| Chambre de commerce et d’industrie de Lyon                                              | 0                    | 69  | Département Rhône                    |
| Chambre de commerce et d’industrie de Villefranche et du Beaujolais                     | 0                    | 69  | Département Rhône                    |
| Chambre régionale de commerce et d’industrie Rhône-Alpes                                | 0                    | 69  | Département Rhône                    |
| Chambre de commerce et d’industrie de Haute-Saône                                       | 0                    | 70  | Département Haute-Saône              |
| Chambre de commerce et d’industrie de Saône-et-Loire                                    | 0                    | 71  | Département Saône-et-Loire           |
| Chambre de commerce et d’industrie de Chalon-sur-Saône                                  | Chalon-sur-Saône     | 71  | Département Saône-et-Loire           |
| Chambre de commerce et d’industrie de Mâcon.                                            | Mâcon                | 71  | Département Saône-et-Loire           |
| Chambre de commerce et d’industrie du Mans et de la Sarthe                              | 0                    | 72  | Département Sarthe                   |
| Chambre de commerce et d’industrie de la Savoie                                         | 0                    | 73  | Département Savoie                   |
| Chambre de commerce et d’industrie de la Haute-Savoie                                   | 0                    | 74  | Département Haute-Savoie             |
| Chambre de commerce et d’industrie de Paris                                             | 0                    | 75  | Département Paris                    |
| Chambre régionale de commerce et d’industrie Paris - Ile-de-France                      | 0                    | 75  | Département Paris                    |
| Chambre de commerce et d’industrie de Dieppe                                            | 0                    | 76  | Département Seine-Maritime           |
| Chambre de commerce et d’industrie d'Elbeuf                                             | 0                    | 76  | Département Seine-Maritime           |
| Chambre de commerce et d’industrie de Fécamp - Bolbec                                   | 0                    | 76  | Département Seine-Maritime           |
| Chambre de commerce et d’industrie du Havre                                             | 0                    | 76  | Département Seine-Maritime           |
| Chambre de commerce et d’industrie du Littoral normand-picard                           | 0                    | 76  | Département Seine-Maritime           |
| Chambre de commerce et d’industrie de Rouen                                             | 0                    | 76  | Département Seine-Maritime           |
| Chambre régionale de commerce et d’industrie Haute-Normandie                            | 0                    | 76  | Département Seine-Maritime           |
| Chambre de commerce et d’industrie du Tréport                                           | 0                    | 76  | Département Seine-Maritime           |
| Chambre de commerce et d’industrie de Bolbec - Lillebonne                               | 0                    | 76  | Département Seine-Maritime           |
| Chambre de commerce et d’industrie de Fécamp                                            | 0                    | 76  | Département Seine-Maritime           |
| Chambre de commerce et d’industrie de Seine-et-Marne                                    | 0                    | 77  | Département Seine-et-Marne           |
| Chambre de commerce et d’industrie de Meaux                                             | Meaux                | 77  | Département Seine-et-Marne           |
| Chambre de commerce et d’industrie de Melun                                             | Melun                | 77  | Département Seine-et-Marne           |
| Chambre de commerce et d’industrie de Versailles-Val-d'Oise-Yvelines                    | 0                    | 78  | Département Yvelines                 |
| Chambre de commerce et d’industrie des Deux-Sèvres                                      | 0                    | 79  | Département Deux-Sèvres              |
| Chambre de commerce et d’industrie d'Amiens                                             | 0                    | 80  | Département Somme                    |
| Chambre de commerce et d’industrie d'Amiens-Picardie                                    | 0                    | 80  | Département Somme                    |
| Chambre de commerce et d’industrie du Littoral normand-picard                           | 0                    | 80  | Département Somme                    |
| Chambre de commerce et d’industrie de Péronne                                           | 0                    | 80  | Département Somme                    |
| Chambre régionale de commerce et d’industrie de Picardie                                | 0                    | 80  | Département Somme                    |
| Chambre de commerce et d’industrie d'Abbeville - Picardie maritime                      | 0                    | 80  | Département Somme                    |
| Chambre de commerce et d’industrie d'Albi - Carmaux - Gaillac                           | 0                    | 81  | Département Tarn                     |
| Chambre de commerce et d’industrie de Castres-Mazamet                                   | 0                    | 81  | Département Tarn                     |
| Chambre de commerce et d’industrie du Tarn                                              | 0                    | 81  | Département Tarn                     |
| Chambre de commerce et d’industrie de Castres                                           | Castres              | 81  | Département Tarn                     |
| Chambre de commerce et d’industrie de Mazamet                                           | Mazamet              | 81  | Département Tarn                     |
| Chambre de commerce et d’industrie de Montauban et de Tarn-et-Garonne                   | 0                    | 82  | Département Tarn-et-Garonne          |
| Chambre de commerce et d’industrie du Var                                               | 0                    | 83  | Département Var                      |
| Chambre de commerce et d’industrie de Vaucluse                                          | 0                    | 84  | Département Vaucluse                 |
| Chambre de commerce et d’industrie de la Vendée                                         | 0                    | 85  | Département Vendée                   |
| Chambre de commerce et d’industrie de la Vienne                                         | 0                    | 86  | Département Vienne                   |
| Chambre régionale de commerce et d’industrie Poitou-Charentes                           | 0                    | 86  | Département Vienne                   |
| Chambre de commerce et d’industrie de Limoges et de la Haute-Vienne                     | 0                    | 87  | Département Haute-Vienne             |
| Chambre régionale de commerce et d’industrie Limousin                                   | 0                    | 87  | Département Haute-Vienne             |
| Chambre régionale de commerce et d’industrie Limousin-Poitou-Charentes                  | 0                    | 87  | Département Haute-Vienne             |
| Chambre de commerce et d’industrie d'Épinal                                             | Épinal               | 88  | Département Vosges                   |
| Chambre de commerce et d’industrie de Saint Dié                                         | Saint Dié            | 88  | Département Vosges                   |
| Chambre de commerce et d’industrie des Vosges                                           | 0                    | 88  | Département Vosges                   |
| Chambre de commerce et d’industrie de l'Yonne                                           | 0                    | 89  | Département Yonne                    |
| Chambre de commerce et d’industrie d'Auxerre                                            | Auxerre              | 89  | Département Yonne                    |
| Chambre de commerce et d’industrie de Sens                                              | Sens                 | 89  | Département Yonne                    |
| Chambre de commerce et d’industrie du Territoire de Belfort                             | 0                    | 90  | Territoire de Belfort                |
| Chambre de commerce et d’industrie de l'Essonne                                         | 0                    | 91  | Département Essonne                  |
| Chambre de commerce et d’industrie de Paris                                             | 0                    | 92  | Département Hauts-de-Seine           |
| Chambre de commerce et d’industrie de Paris                                             | 0                    | 93  | Département Seine-Saint-Denis        |
| Chambre de commerce et d’industrie de Paris                                             | 0                    | 94  | Département Val-de-Marne             |
| Chambre de commerce et d’industrie de Versailles-Val-d'Oise-Yvelines                    | 0                    | 95  | Département Val-d’Oise               |
| Chambre de commerce et d’industrie de Basse-Terre                                       | 0                    | 971 | Département Guadeloupe               |
| Chambre de commerce et d’industrie de Pointe-à-Pitre                                    | 0                    | 971 | Département Guadeloupe               |
| Chambre de commerce et d’industrie de la Martinique                                     | 0                    | 972 | Département Martinique               |
| Chambre de commerce et d’industrie de la Guyane                                         | 0                    | 973 | Département Guyane                   |
| Chambre de commerce et d’industrie de La Réunion                                        | 0                    | 974 | Département La Réunion               |
| Chambre de commerce et d’industrie de Saint-Pierre et Miquelon                          | 0                    | 975 | Département Saint-Pierre-et-Miquelon |
| Chambre de commerce et d’industrie de Mayotte                                           | 0                    | 976 | Département Mayotte                  |
| Chambre de commerce et d’industrie de Wallis-et-Futuna                                  | 0                    | 986 | Département Wallis-et-Futuna         |
| Chambre de commerce et d’industrie de Polynésie Française                               | 0                    | 987 | Département Polynésie française      |
| Chambre de commerce et d’industrie de Nouvelle-Calédonie                                | 0                    | 988 | Département Nouvelle-Calédonie       |